# جزيرة أسلامي
جزيرة أسلامي أو جزيرة إسلامي أو جزيرة شاهي هي جزيرة تقع في بحيرة أرومية بإيران، وهي الجزيرة الوحيدة المأهولة في هذه البحيرة، يبلغ طولها 24 كم وعرضها 15 كم ومساحتها 23,000 هكتار، وتوجد فيها سبع قرى يبلغ عدد سكانها 8,000 نسمة. تتواجد على الجزيرة 54 عين ماء عذبة بالرغم من وقوع الجزيرة وسط بحيرة أرومية الشديدة الملوحة، تتواجد على الجزيرة جماعات هائلة من الطيور من ضمنها: البليكان والأنغورت والفلامينغو والطيور المهاجرة الأخرى ، وفيها دفن القائد المغولي هولاكو.
يعمل غالبية أهالي الجزيرة على الزراعة وتربية الدواجن بالإضافة إلى العمل بالسفن وقوراب الجزيرة، وتحتوى الجزيرة على ميناءين هما: آق كنبد وكميجي، ترسو فيهما سفن نقل المسافرين والسياح وقوارب الشحن إلى مينائي كلمخانه وشرفخانه.

## أعلام
- هولاكو خان